# Architektura barokowa w Skandynawii
|  |
|  |
|  |
|  |
|  |
|  |
|  |

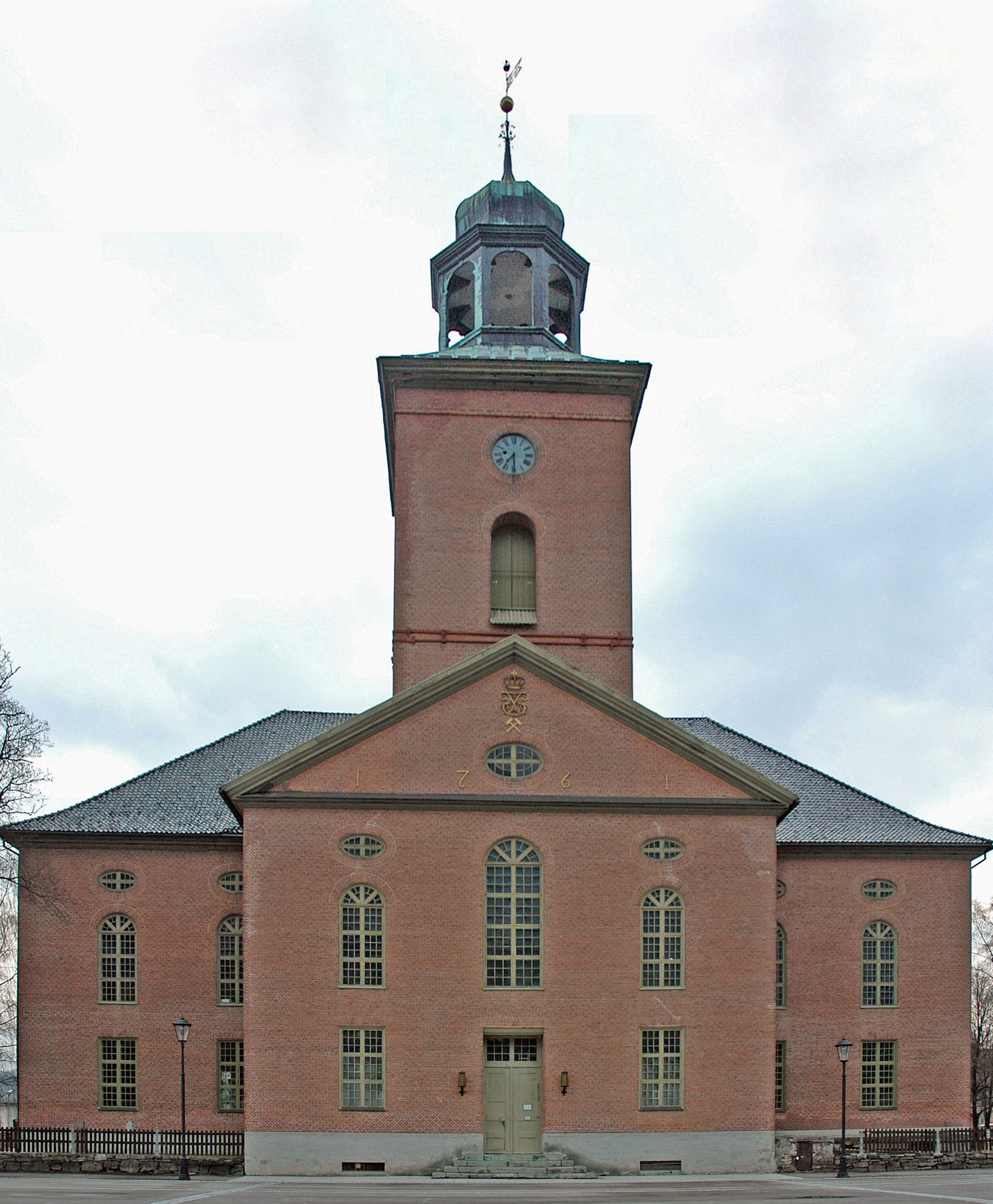
Kongsberg - katedra

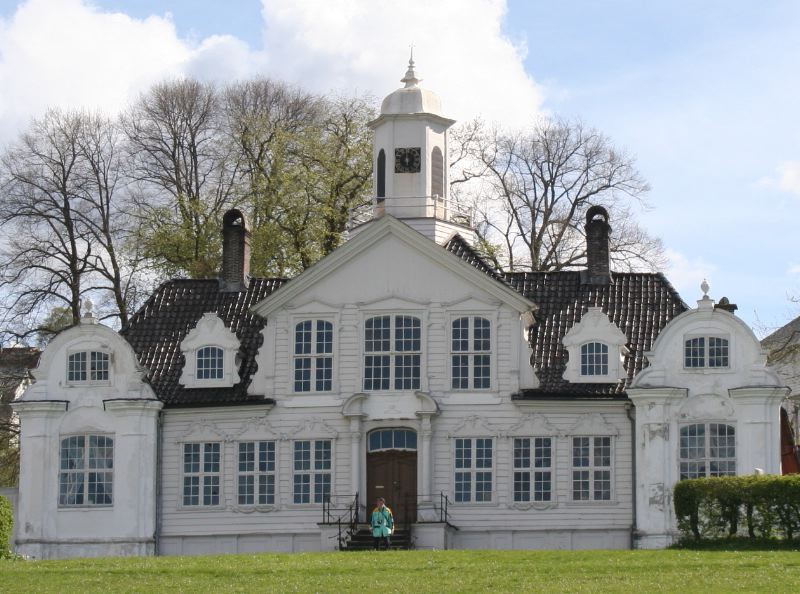
Bergen - Damsgård hovedgård

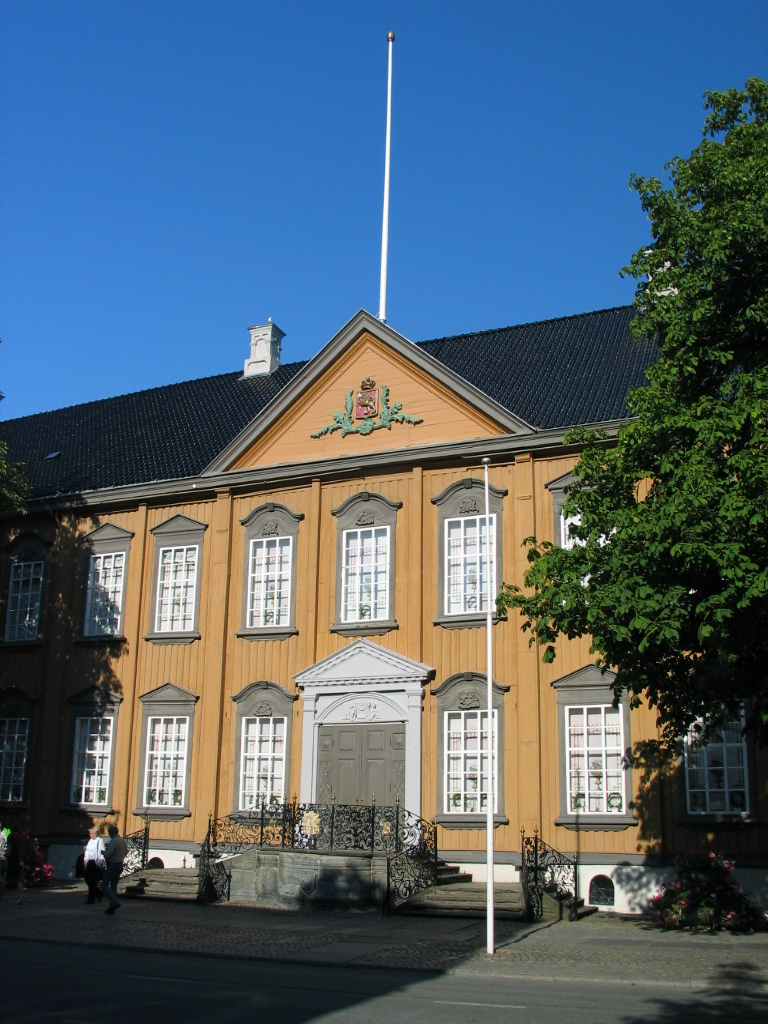
Stiftsgarden

XVII wiek nie był pomyślnym okresem dla państw skandynawskich. Finlandia była zależna od Szwecji, a Norwegia od Danii. Pomiędzy Dania a Szwecją do 1660 roku trwała wojna o dominację na Bałtyku. Szwecja prowadziła także wojny z Polską i Rosją. Dania i Szwecja brały też udział w wojnie trzydziestoletniej po stronie protestantów. Stagnacja gospodarcza nie sprzyjała rozwojowi architektury. Panujący luteranizm sprzyjał wzorowaniu się na architekturze niemieckiej, holenderskie i francuskiej ograniczając jednocześnie wpływy włoskie. Powstają budowle o elewacjach ceglanych z niewielkim udziałem kamienia, o stromych dachach i wysokich szczytach ozdobione detalem barokowym. Najczęściej w postaci łamanych tympanonów w portalach i zwielokrotnionych pilastrów.
Wśród państw skandynawskich najciekawiej reprezentują się osiągnięcia architektów w Szwecji.

## Szwecja
Wpływy klasycyzującej architektury holenderskiej opartej na palladianizmie widoczne są w dziełach dwóch francuskich architektów – Simona i Jeana de la Vallée. Najważniejszym dziełem Simona de la Vallée był projekt Domu Szlachty – Riddarhuset (1641–1674) w Sztokholmie. Prace przy budowie tego obiektu, po śmierci ojca, kontynuował jego syn - Jean. Dziełem Jeana Vallée są też dwa sztokholmskie kościoły zbudowane na planie centralnym – Katarzyny (1656) i Jadwigi Eleonory (1658).
Nicodemus Tessin starszy oraz Nicodemus Tessin młodszy (ojciec i syn), dwaj szwedzcy architekci, reprezentują nieco odmienny kierunek baroku. Ich dzieła nawiązują do wzorów włoskiego baroku. W pracach Tessina młodszego widoczny jest wpływ sztuki Berniniego. Najważniejsze dzieła Nicodemusa Tessina starszego to:
- letni pałac królewski w Drottningholm pod Sztokholmem (od 1662 roku), po śmierci ojca budowę zamku ukończył jego syn
- królewska kaplica grobowa przy kościele Riddarholmen (1671)
- katedra w Kalmarze (od 1660 roku)
- ratusz w Göteborgu (1670–1672)
- liczne pałace: 
  - wspólnie z Jeanem de la Vallée – Skokloster (1654–1676) i Bonde (1662–1673)
  - Strömsholm (1669)
  - Wrangler (1652–1670)
  - Bååth (1662–1669)

Do najważniejszych prac Nicodemusa Tessina młodszego należą:
- ukończenie pałacu Drottningholm
- budowa zamku królewskiego w Sztokholmie (od 1697 roku),
- budowa własnego pałacu w Sztokholmie "Tessinska Palatset" (1694–1700)
- dwa drewniane kościoły Karlskrony

Pod koniec XVII wieku i w pierwszej połowie XVIII w. w architekturze szwedzkiej pojawiają się wpływy francuskiego rokoko. Carl Härleman podejmuje dzieło Tessina młodszego i aranżuje wnętrza zamku królewskiego w Sztokholmie oraz letniego pałacu Drottningholm w stylu rokoko. Projektuje m.in. obserwatorium astronomiczne w Sztokholmie.

## Norwegia
Do Norwegii zdominowanej przez rodzime formy drewnianego budownictwa nowe style architektoniczne trafiały ze znacznym opóźnieniem. Dodatkowo, początek XVII wieku to okres stagnacji gospodarczej. Dopiero w drugiej połowie XVII i w XVIII wieku następuje poprawa sytuacji. W drugiej połowie XVIII wieku wyodrębnia się warstwa bogatszego, rodzimego mieszczaństwa. Z sytuacji gospodarczej wynika zastój w architekturze. Dopiero w XVIII wieku, w Norwegii powstają nieliczne kościoły i dwory budowane w stylu baroku i rokoko.
Przykłady zabytków:
- Kongsberg – katedra barokowa zbudowana w latach 1740–1761
- Bergen – drewniany, rokokowy dwór Damsgård hovedgård z XVIII w.
- Trondheim – królewska rezydencja Stiftsgården, drewniany, barokowo-rokokowy budynek wybudowany w latach 1774–1778.

## Dania
Duńska architektura okresu baroku opiera się na wzorach zaczerpniętych z protestanckich państw takich jak: Niemcy, Szwecja i Holandia. Jednocześnie oddziałują na nią wpływy płynące z Francji i Włoch. Powstaje przede wszystkim architektura świecka, w której łączą się elementy północnego renesansu i gotyku z barokowym detalem. Budownictwo zostało zdominowane przez działalność zagranicznych architektów (przeważnie francuskich i niemieckich) preferujących przenoszenie na grunt Danii wzory architektoniczne z ich państw. Powstają budowle czasem malownicze ale nie budzące powszechnego zachwytu. W drugiej połowie XVIII wieku wyraźnie widoczne są wpływy francuskiego rokoka.
Przykłady zabytków - Kopenhaga:
- Kościół Najświętszego Zbawiciela – zbudowany w latach 1682–1696 przez Lamberta van Haven, wzorowany na baroku holenderskim, wieża o wysokości 90 m została dobudowana w latach 1749–1750 przez Lauridsa de Thurah,
- Amalienborg – barokowo-rokokowy pałac królewski zaprojektował Nicolai Eigtved, zbudowany w latach 1749–1760. Na kompleks składają się cztery, prawie identyczne, pałacowe skrzydła zlokalizowane wokół wewnętrznego dziedzińca. Po śmierci Nicolaia Eigtveda prace kontynuował Laurids Lauridsen Thurah.